# Portinatx
Portinatx ist der größte Ferienort in der Gemeinde Sant Joan de Labritja im Norden von Ibiza.
Ursprünglich befand sich an der Bucht Cala Portinatx ein kleines Fischerdorf. Die Bucht diente zudem als Hafen, über den Güter zum spanischen Festland verbracht wurden. Heute ist der abgelegene Ort touristisch erschlossen und die Bucht von Hotelanlagen umgeben. Die Küste ist felsig und wird durch einige Buchten mit kleineren Sandstränden unterbrochen. Die Stadt Ibiza liegt etwa 30 km entfernt. Eine Haltestelle des Linienbusses befindet sich im Ort, wird jedoch nur selten angefahren.